# Société de Bretagne
Cette page contient des caractères spéciaux ou non latins. S’ils s’affichent mal (▯, ?, etc.), consultez la page d’aide Unicode.
La Société de Bretagne est une association d'établissements de religieux bénédictins réformés de Bretagne, au XVIIe siècle.

## Historique
Vers la fin du XVIe siècle, un renouveau spirituel, consécutif au concile de Trente de 1545 et de la publication du catéchisme du concile de Trente, provoque un profond besoin de réforme au sein des congrégations religieuses
C'est à partir de 1601, que des religieux de l'abbaye de Saint-Martin de Marmoutier, dont le Père Noël Mars, prêtre nouvellement ordonné la même année, étaient : « pour lors de la Congrégation des Exemts en France, deſirants vivre dans l'Obſervance de la Règle de Saint Benoît », demandèrent au Père Isaïe Jaunay, supérieur général de la congrégation, de se retirer en une communauté particulière, dépendante de l'abbaye  pour avoir plus la liberté de vivre, selon la règle encourage et imite leur zèle[Quoi ?]. Les religieux renouvellent leur profession entre ses mains, et le supérieur renouvelle sa profession de foi entre les mains de Dom François Stample, prieur de Marmoutier qui donne sa bénédiction. 
Ces religieux s'exercent, pendant la moitié d'une année à la pratique exacte de la Règle de Saint Benoît. Puis députèrent quelques-uns d'entre eux pour demander au roi: Henri IV l'approbation de leur dessein.
Le 20 février 1604, le grand prieur et des religieux de Marmoutier, donnèrent à Dom Noël Mars et neuf de ses compagnons, dont le Père François Stample, la permission de se retirer à L'abbaye Saint-Magloire de Léhon, à laquelle, le Pape, Paul V, accorda des constitutions particulières, dont Noël Mars deviendra le prieur claustral, pour la réformer.
Le Général dressa des statuts pour cette nouvelle réforme, mais des religieux de Léhon s'y opposèrent, ainsi que des religieux de Marmoutier. L'affaire fut portée devant le Grand Conseil, les réformés présentant leur requête souhaitant faire homologuer les statuts de la réforme rédigés par le Père Général.
Craignant toutefois d'être inquiétés de nouveau, ils décidèrent de présenter une requête au chapitre général des Exemts qui eut lieu quelque temps plus tard à Bordeaux, afin d'obtenir la permission de recevoir des religieux dans leur communauté avec le consentement de leur chapitre, ainsi que l'approbation du Général; ce qui leur fut accordé.
Le Père Noël Mars, fut élu dans ce même chapitre, le 22 septembre 1606: vicaire général ou visiteur général de Bretagne, avec les pleins pouvoirs sur tous les religieux de la Province de Bretagne. Le 19 décembre 1606, ils obtinrent gain de cause, avec interdiction aux autres religieux de les troubler dans leurs pieux desseins
La Société commença à progresser et l'évêque de Dol: Antoine de Revol, demanda à Dom Noël Mars de venir réformer l'abbaye Notre-Dame du Tronchet, située dans son diocèse. Il prit en charge la réforme de cette abbaye le 7 août 1607 et résigna sa charge de supérieur le 24 avril 1609. Le 14 septembre 1609, le Père Louis Josselin, visiteur des bénédictins de Touraine, le désigne comme prieur de l'abbaye Notre-Dame du Tronchet, le confirmant dans sa charge de vicaire général en la Province de Bretagne, où il sera remplacé à sa mort le 31 janvier 1611, par le R.P. Dom Pierre Meneust. Il y met en application les règles très strictes des religieux réformés de Léhon qui doivent:
- Tous les jours se lever à minuit; leurs matines durent trois heures les jours ordinaires et quatre, les jours de fête. Ils disent quotidiennement l'office de la Sainte Vierge, avec office canonique. Ils chantent chaque jour deux grand'messes. Après matines, ils font une demi-heure d'oraison mentale, et autant après les complies. L'intervalle entre les deux grand'messes et celui entre le dîner et les vêpres sont employés à des lectures de pitié et au travail manuel et d'administration. Ils gardent une abstinence rigoureuse et observent strictement les jeûnes prescrits par la règle

Une fois cette mission accomplie, il retourne à Léhon. C'est donc sous son impulsion que fut créée entre ses deux abbayes, la Société de Bretagne, congrégation visant à faire réformer les désordres de toutes sortes des abbayes bénédictines de l'époque. 
Arthur d'Espinay, Prieur de Saint-Sauveur de Redon et de Rillé, fait introduire dans son  monastère de Redon la réforme de la Société de Bretagne à la même époque où Henri de Gondi, abbé commendataire de l'abbaye Notre-Dame de la Chaume de Machecoul qui dépendait de cette maison fit venir des moines de la Société de Bretagne pour rétablir l'ordre et la règle de saint Benoît dans son établissement. Il constate alors un regain de ferveur.
Dom Pierre Hélyot, Maximillien Bullot, nous disent tenir de la bouche même de Dom Thierry Ruinart, que cette Société tenta de s'unir à la congrégation de Saint-Maur sans succès. Le cardinal, abbé commendataire de l'abbaye Saint-Sauveur de Redon, nommé en 1622, accueillera le siège de la Société de Bretagne, et la résidence du supérieur général de la nouvelle congrégation. Une fois celui-ci nommé protecteur de la Société à sa demande, dit-il:« afin de mieux la démembrer ». Elle est officialisée par lettres patentes de Louis XIII, en 1625, qui la déclare indépendante et sous la protection du cardinal de Richelieu.
Les religieux députèrent à Rome, pour que leur Société fût érigée en congrégation, mais le Pape Urbain VIII, s'y opposa et ordonna qu'elle fût unie à la congrégation de Saint-Maur par un Bref au cardinal de Bérulle et à son Nonce en France: Bernardino Spada,  le 8 novembre 1627. Cette union fut scellée au Collège de Cluny le 17 juillet 1628 et ratifiée par le chapitre général de la congrégation de Saint-Maur le 28 septembre 1628
Les moines qui n'acceptèrent pas la dissolution de la Société de Bretagne, obtinrent la permission de se retirer dans les abbayes de Notre-Dame du Tronchet, de la Chaume de Machecoul et de Notre-Dame de Lanthénac. Ils purent y suivre leur observance, sans la propager. En 1639, il ne restait plus que dix-huit religieux dans ses trois établissements.

## Maisons affiliées
- Abbaye Saint-Magloire de Léhon
- Abbaye Notre-Dame du Tronchet
- Abbaye Saint-Sauveur de Redon
- Abbaye Notre-Dame de la Chaume de Machecoul
- Abbaye Notre-Dame de Lanthénac

## Personnalités de cette société
(liste non exhaustive)
- Dom Noël Mars (1576- 1611), Visiteur Général de la Province de Bretagne de 1606 à 1611
- Dom François Stample (...-...), Visiteur Général de 1612 à 1627.